# Rabenauer Vorholz

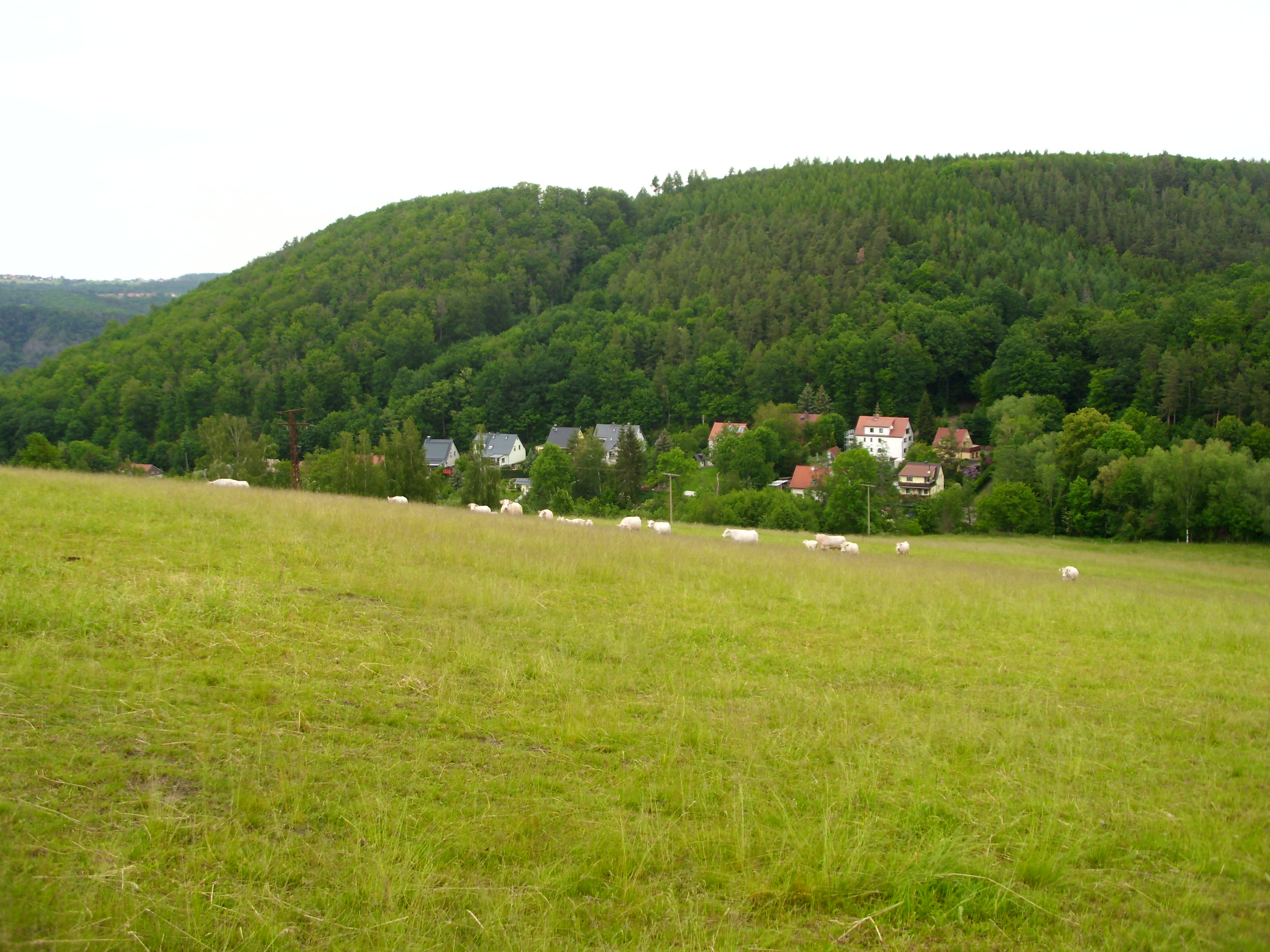
Blick von Rabenau

Das Vorholz  ist ein etwa 0,72 km² großes Waldgebiet am Plaunschen Grund. Es liegt auf dem Territorium der Stadt Rabenau. Angrenzende Ortschaften sind Eckersdorf und Rabenau im Norden, Hainsberg im Westen und Obernaundorf im Osten. Es liegt zwischen 270 m ü. NHN und 340 m ü. NHN.
Die Zuständigkeit liegt beim Forstamt in Bärenfels, Eigentümer ist der Freistaat Sachsen.

## Geschichte
Bereits 1691 wird es als Fuhrholz genannt, 1699 wurde das Vorholtz genannt auf 66 Acker ausgemessen, auf den Berliner Meilenblättern im Jahre 1785 wird das Vorholz als „Vorholtz“ bezeichnet und eine Salzlecke erwähnt, die sich in der Forstabteilung 102 befand. Im Jahre 1868 wird das Vorholz in der Sächsischen Dorfzeitung als zum Rabenauer Revier gehörig genannt. Um 1900 findet auch die im Volksmund genannte Nennung „Schulbusch“seine Erwähnung.
Die zu Obernaundorf gehörende Häuslerreihe zwischen dem Vorholzbach und der Veilchentalstraße ist ab 1936 mit 4 Häusern entstanden, das daneben liegende Bauerngehöft vor 1860 mit der Scheune von 1931. 

## Sehenswürdigkeiten
Oberhalb von Hainsberg steht das für die damalige Gemeinde im März 1934 errichtete Kriegerdenkmal für die Gefallenen des Ersten Weltkrieges mit einem 17 Meter hohen eisernen Kreuz.

## Gewässer
Durch das Vorholz verläuft östlich ein unbenanntes Flüsschen, das in den Vorholzbach in Eckersdorf mündet; der Vorholzbach entspringt unterhalb der Oberen Poisenhäuser und fließt durch Obernaundorf am Rande des Waldes entlang durch die weiteren Ortschaften Eckersdorf und Hainsberg, wo dieser in die Weißeritz mündet.

## Wege
Der Kohlgrabenweg geht bei Hainsberg in den Wald und endet nahe der Schneise 34. Die Schneise 32 beginnt in Eckersdorf und mündet auf der Schneise 33, die von Nord nach Ost durch den Wald geht.